# Sortowanie kubełkowe
Sortowanie kubełkowe (ang. bucket sort) – jeden z algorytmów sortowania, najczęściej stosowany, gdy liczby w zadanym przedziale są rozłożone jednostajnie, ma on wówczas złożoność Θ(n). W przypadku ogólnym pesymistyczna złożoność obliczeniowa tego algorytmu wynosi O(n²).
Pomysł takiego sortowania podali po raz pierwszy w roku 1956 E. J. Issac i R. C. Singleton.

## Sposób działania
Idea działania algorytmu sortowania kubełkowego:
1. Podziel zadany przedział liczb na k podprzedziałów (kubełków) o równej długości.
2. Przypisz liczby z sortowanej tablicy do odpowiednich kubełków.
3. Sortuj liczby w niepustych kubełkach.
4. Wypisz po kolei zawartość niepustych kubełków.

Zazwyczaj przyjmuje się, że sortowane liczby należą do przedziału od 0 do 1 - jeśli tak nie jest, to można podzielić każdą z nich przez największą możliwą (jeśli znany jest przedział) lub wyznaczoną. Należy tu jednak zwrócić uwagę, że wyznaczanie największej możliwej liczby w tablicy m-elementowej ma złożoność obliczeniową O(m).

## Pseudokod
Algorytm sortowania kubełkowego wyrażony w pseudokodzie:
```
function bucket-sort(array, n) is
  buckets ← new array of n empty lists
  for i = 0 to (length(array)-1) do
    insert array[i] into buckets[msbits(array[i], k)]
  for i = 0 to n – 1 do
    next-sort(buckets[i])
  return the concatenation of buckets[0], ..., buckets[n-1]
```